# Morvaőr

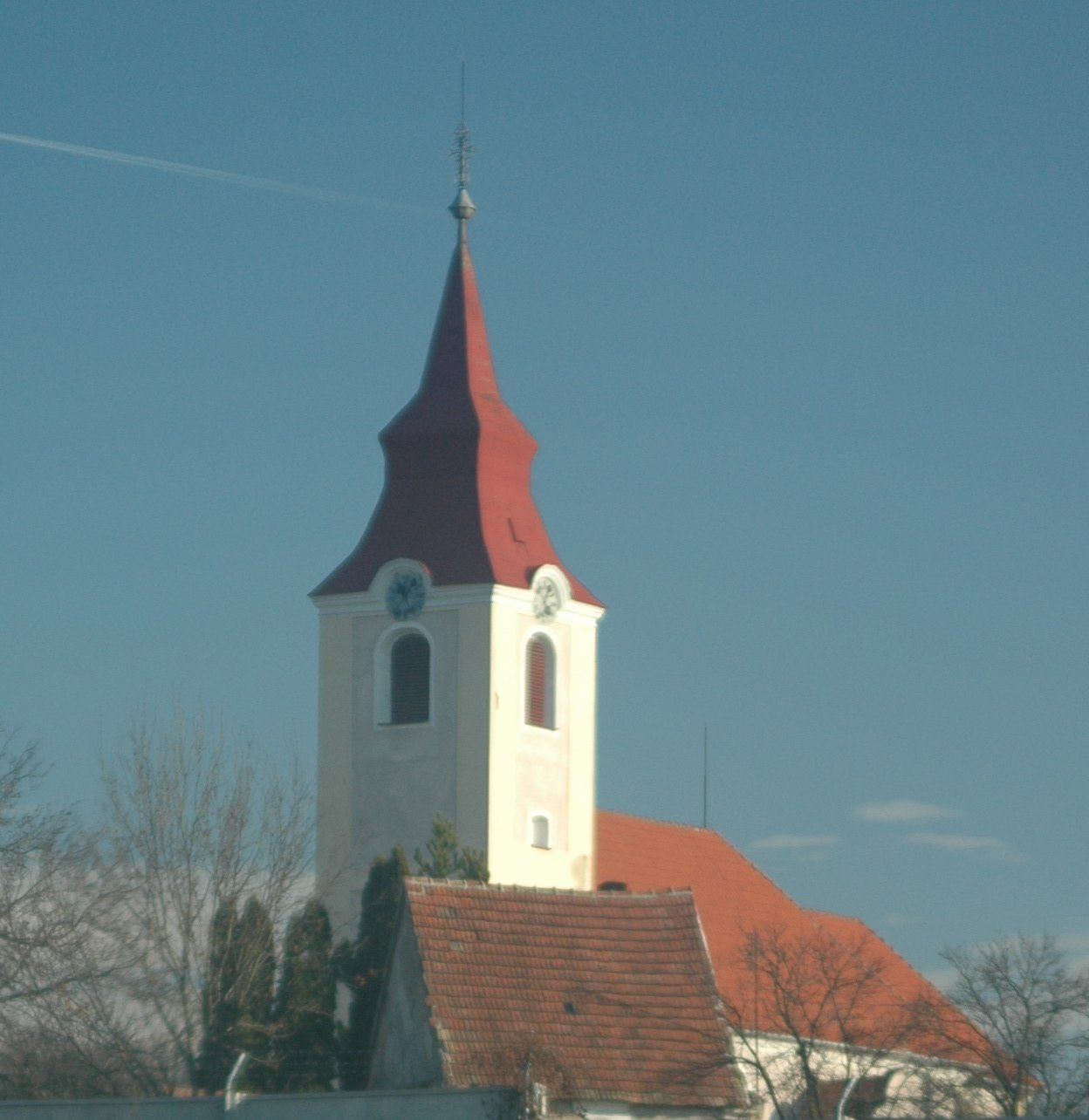
Morvaőr temploma

Morvaőr (szlovákul Stráže) Sasvár-Morvaőr északi településrésze, egykor önálló község Szlovákiában, a Nagyszombati kerületben, a Szenicei járásban.

## Fekvése
Szenicétől 18 km-re délnyugatra, a Miava jobb partján fekszik.

## Nevének eredete
Neve onnan származik, hogy a Morva közelében fekvő település egykor a székely határőrvidékhez tartozott.

## Története
Területén már az újkőkorban is éltek emberek. A bronzkorban a hallstatti kultúra, később a laténi kultúra népe lakott ezen a területen, mely a római korban is lakott volt. A szlávok a 8. században telepedtek meg itt.
A település a 13. században már létezett. 1287-ben Albert osztrák hercegé volt, akitől 1291-ben III. András visszaszerezte. Ezután a Hont-Pázmány nemzetségé és a tőlük származó Bazini és Szentgyörgyi grófoké.
Morvaőrt írott forrásban 1392-ben Ewr néven említik először, amikor Luxemburgi Zsigmond más birtokokkal együtt a lengyel Stiboric Stíbornak adja. A település fontosságát igazolja, hogy itt vezetett át a Nagyszombatból Prágába menő út. A Stíbor család kihaltával 1435-ben a Czoborok zálogbirtoka lett. A 16. század második felében a Czoborok mellett a Révayak és a Bakicsok birtokosok a településen. Ekkor délről a török elől menekülő magyarok és a Morván túlról habánok költöztek a településre. Később ezek a népek beolvadtak a környező szlovákságba. 1605-ben a közelében ütköztek meg Bocskai István hajdúi a császári csapatokkal. A visszavonuló császáriak felgyújtották a települést. A török is kétszer égette fel Morvaőrt. 1620-ban pestis pusztított. 1703-ban Károlyi Sándor kuruc serege foglalta el. 1749 és 1762 között Mária Terézia férjének, Lotaringiai Ferenc hercegnek a birtoka volt és később is királyi birtok maradt. 1831-ben kolerajárvány pusztította lakosságát, 1876-ban pedig árvíz öntötte el. 1886-ban nagy tűzvész pusztított.
Vályi András szerint "STRÁZSA. Két tót falu Nyitra Várm., egygyiknek földes Ura a’ Fels. Tsászár, fekszik Sassinhoz nem meszsze, és annak filiája; Ispotállya is van; másiknak pedig földes Ura Gr. Apónyi Uraság, ez fekszik Krakovánhoz közel, mellynek filiája; Miava vize foly közöttök; lakosaik katolikusok, és evangelikusok; határbéli földgyeik jól termők, vagyonnyaik külömbfélék."
Fényes Elek szerint "Strázsa, tót falu, Nyitra vgyében, Sasvárhoz 1 fertálynyira: 1295 kath., 5 evang., 23 zsidó lak. Termékeny határ; schweiczi tehenészet, vizi malmok; sok jó rét. F. u. Ő csász. királyi felsége."
A trianoni békeszerződésig Nyitra vármegye Szenicei járásához tartozott. Ma Sasvárral együtt képezi Šaštín-Stráže várost.

## Népessége
1910-ben 1453, túlnyomórészt szlovák anyanyelvű lakosa volt.
2001-ben Sasvár-Morvaőr 5005 lakosából 4777 szlovák, 103 cigány, 75 cseh volt.

## Külső hivatkozások
- Sasvár-Morvaőr hivatalos oldala
- Sasvár-Morvaőr oldala
- Alapinformációk
- Sasvár-Morvaőr Szlovákia térképén